# Donje Orešje
Donje Orešje är en ort i Kroatien.   Den ligger i länet Zagrebs län, i den nordöstra delen av landet, 29 km nordost om huvudstaden Zagreb. Donje Orešje ligger 202 meter över havet och antalet invånare är 539.
Terrängen runt Donje Orešje är platt åt nordost, men åt sydväst är den kuperad. Terrängen runt Donje Orešje sluttar österut. Runt Donje Orešje är det ganska tätbefolkat, med 90 invånare per kvadratkilometer. Närmaste större samhälle är Sveti Ivan Zelina, 4,9 km söder om Donje Orešje. I omgivningarna runt Donje Orešje växer i huvudsak lövfällande lövskog.